# Andrés Soler
Andrés Díaz Pavía, plus connu comme Andrés Soler (né le 18 novembre 1898 à Saltillo - mort le 26 juillet 1969 à Mexico) était un acteur de cinéma mexicain, faisant partie des frères Soler. Au cours de sa carrière prolifique des années 1930 aux années 1960, il a tourné dans plus de 200 films.

## Filmographie

### Comme acteur
- 1936 : Celos
- 1937 : Suprema ley
- 1942 : Dos corazones y un tango
- 1942 : Historia de un gran amor
- 1942 : Les Trois Mousquetaires (Los Tres mosqueteros) de Miguel M. Delgado
- 1942 : Soy puro mexicano
- 1942 : Unidos por el eje
- 1943 : Cinco fueron escogidos
- 1943 : Doña Bárbara
- 1943 : El Jorobado
- 1943 : Espionaje en el golfo
- 1943 : La Razón de la culpa
- 1943 : Lo que sólo el hombre puede sufrir
- 1943 : Los Miserables
- 1943 : Romeo y Julieta
- 1943 : Tormenta en la cumbre
- 1943 : Una Carta de amor
- 1944 : Alma de bronce
- 1944 : El Rey se divierte
- 1944 : La Femme sans âme (La Mujer sin alma) de Fernando de Fuentes
- 1944 : Me ha besado un hombre
- 1944 : Miguel Strogoff
- 1944 : Mis hijos
- 1944 : Rosa de las nieves
- 1945 : Canaima
- 1945 : Como yo te quería
- 1945 : La Casa de la zorra
- 1945 : Soltera y con gemelos
- 1945 : Un Día con el diablo
- 1946 : Bailando en las nubes
- 1946 : Crimen en la alcoba
- 1946 : El Hijo de nadie
- 1946 : Los Maridos engañan de 7 a 9
- 1946 : Ocho hombres y una mujer
- 1946 : Palabras de mujer
- 1946 : Recuerdos de mi valle
- 1947 : Vole, jeunesse ! (¡A volar joven!)
- 1947 : Pecadora
- 1947 : Una Extraña mujer
- 1948 : A la sombra del puente
- 1948 : La Feria de Jalisco
- 1949 : Bamba
- 1949 : Le Grand Noceur (El Gran Calavera) de Luis Buñuel
- 1949 : El Vengador
- 1949 : La Hija del penal
- 1949 : La Oveja negra
- 1949 : Las Puertas del presidio
- 1950 : Anacleto se divorcia
- 1950 : Azahares para tu boda
- 1950 : Entre tu amor y el cielo
- 1950 : La Dama del alba
- 1950 : La Gota de sangre
- 1950 : La Mujer que yo amé
- 1950 : No desearás la mujer de tu hijo
- 1950 : Nosotras las taquígrafas
- 1950 : Sobre las olas
- 1951 : ¡... Y murío por nosotros!
- 1951 : Amar fué su pecado
- 1951 : Anillo de compromiso
- 1951 : Casa de vecindad
- 1951 : Doña Clarines
- 1951 : Los Hijos de la calle
- 1951 : María Montecristo
- 1951 : Mujeres sin mañana
- 1951 : Negro es mi color
- 1951 : Nunca debieron amarse
- 1951 : Sensualidad
- 1951 : Serenata en Acapulco
- 1952 : Ahora soy rico
- 1952 : Angélica
- 1952 : Con todo el corazón
- 1952 : Dos caras tiene el destino
- 1952 : El Ceniciento
- 1952 : El Fronterizo
- 1952 : Hay un niño en su futuro
- 1952 : Los Hijos de María Morales
- 1952 : Los Tres alegres compadres
- 1952 : María del Mar
- 1952 : Se le pasó la mano
- 1952 : Si yo fuera diputado
- 1952 : Tío de mi vida
- 1952 : Un Gallo en corral ajeno
- 1952 : Un Rincón cerca del cielo
- 1953 : Del rancho a la televisión
- 1953 : L'Enjôleuse (El Bruto) de Luis Buñuel
- 1953 : El Gran mentiroso
- 1953 : La Sexta carrera
- 1953 : Los que no deben nacer
- 1953 : Los Solterones
- 1953 : Quiéreme porque me muero
- 1953 : Reportaje
- 1953 : Sombrero de Norman Foster
- 1954 : Cain y Abel
- 1954 : Cantando nace el amor
- 1954 : Cuando me vaya
- 1954 : El Rapto
- 1954 : El Vizconde de Montecristo
- 1954 : La Entrega
- 1954 : Llévame en tus brazos
- 1954 : Los Fernández de Peralvillo
- 1954 : Retorno a la juventud
- 1955 : Al diablo las mujeres
- 1955 : Amor de lejos
- 1955 : Amor en cuatro tiempos
- 1955 : El Túnel 6
- 1955 : Frente al pecado de ayer
- 1955 : La Mujer X
- 1955 : La Rosa blanca
- 1955 : La Sospechosa
- 1955 : Las Viudas del cha cha cha
- 1955 : Lo que le pasó a Sansón
- 1955 : Pueblo quieto
- 1955 : Qué lindo Cha Cha Cha
- 1955 : Secreto profesional
- 1955 : Un extraño en la escalera
- 1955 : Yo fui novio de Rosita Alvírez
- 1956 : La escondida
- 1956 : Los Platillos voladores
- 1956 : Nos veremos en el cielo
- 1957 : Grítenme piedras del campo
- 1957 : Las Aventuras de Pito Pérez
- 1957 : Tizoc
- 1958 : Carabina 30-30
- 1958 : el ángel diabólico Zonga
- 1958 : Fiesta en el corazón
- 1958 : Los Tres vivales
- 1958 : Refifi entre las mujeres
- 1959 : El Puma
- 1959 : Kermesse
- 1959 : La Ciudad sagrada
- 1959 : La fièvre monte à El Pao
- 1959 : Las Coronelas
- 1959 : Me gustan valentones
- 1959 : Milagros de San Martín de Porres
- 1959 : Pueblo en armas
- 1959 : Yo pecador
- 1959 : Yo... el aventurero
- 1960 : ¡Viva la soldadera!
- 1960 : Conquistador de la luna
- 1960 : Dicen que soy hombre malo
- 1960 : Dormitorio para señoritas
- 1960 : el infierno de Frankenstein Orlak
- 1960 : Impaciencia del corazón
- 1960 : Juan Polainas
- 1960 : La Cárcel de Cananea
- 1960 : Ladrón que roba a ladrón
- 1960 : Las Rosas del milagro
- 1960 : Vuelta al paraíso
- 1961 : El Gato
- 1961 : El Hijo del charro negro
- 1961 : Las Leandras
- 1961 : Locura de terror
- 1961 : Los Inocentes
- 1961 : Los Laureles
- 1961 : Pa' qué me sirve la vida
- 1961 : Tirando a matar
- 1962 : Atrás de las nubes
- 1962 : El Lobo blanco
- 1962 : El Malvado Carabel
- 1962 : El Terrible gigante de las nieves
- 1962 : Tlayucan
- 1963 : El Amor llegó a Jalisco
- 1963 : El Monstruo de los volcanes
- 1963 : La Bandida
- 1963 : Paloma herida
- 1964 : Bello amanecer
- 1964 : El Río de las ánimas
- 1964 : He matado a un hombre
- 1964 : Las Dos galleras
- 1964 : The Mighty Jungle
- 1964 : En la mitad del mundo
- 1965 : El Tigre de Guanajuato: Leyenda de venganza
- 1965 : El Zurdo
- 1965 : La Maldición del oro
- 1965 : Nos lleva la tristeza
- 1965 : Rateros último modelo
- 1965 : Un Hombre peligroso
- 1966 : Esta noche no
- 1966 : La Mano de Dios
- 1966 : La Mano que aprieta
- 1966 : Los Dos apóstoles
- 1967 : Crisol
- 1967 : Damiana y los hombres
- 1967 : La Carcachita
- 1967 : Si quiero
- 1968 : El Reportero
- 1968 : La noche del halcón
- 1968 : La Ley del gavilán
- 1969 : Como perros y gatos
- 1969 : Cuando los hijos se van
- 1969 : Cuernos debajo de la cama
- 1969 : El Criado malcriado
- 1969 : El Día de las madres
- 1969 : Minifaldas con espuelas
- 1970 : ¿Por qué nací mujer?
- 1970 : El Hermano Capulina
- 1970 : Faltas a la moral